# Ungerns Grand Prix 2014
Ungerns Grand Prix 2014, officiellt Formula 1 Pirelli Magyar Nagydíj 2014, var en Formel 1-tävling som hölls den 27 juli 2014 på Hungaroring i Budapest, Ungern. Det var den elfte tävlingen av Formel 1-säsongen 2014 och kördes över 70 varv. Vinnare av loppet blev Daniel Ricciardo för Red Bull, tvåa blev Fernando Alonso för Ferrari och trea blev Lewis Hamilton för Mercedes.

## Kvalet
| KR. | Nr | Förare            | Konstruktör          | Q1         | Q2       | Q3        | Grid |
| --- | -- | ----------------- | -------------------- | ---------- | -------- | --------- | ---- |
| 1   | 6  | Nico Rosberg      | Mercedes             | 1.25,227   | 1.23,310 | 1.22,715  | 1    |
| 2   | 1  | Sebastian Vettel  | Red Bull-Renault     | 1.25,662   | 1.23,606 | 1.23,201  | 2    |
| 3   | 77 | Valtteri Bottas   | Williams-Mercedes    | 1.25,690   | 1.23,776 | 1.23,354  | 3    |
| 4   | 3  | Daniel Ricciardo  | Red Bull-Renault     | 1.25,495   | 1.23,676 | 1.23,391  | 4    |
| 5   | 14 | Fernando Alonso   | Ferrari              | 1.26,087   | 1.24,249 | 1.23,909  | 5    |
| 6   | 19 | Felipe Massa      | Williams-Mercedes    | 1.26,592   | 1.24,030 | 1.24,223  | 6    |
| 7   | 22 | Jenson Button     | McLaren-Mercedes     | 1.26,612   | 1.24,502 | 1.24,294  | 7    |
| 8   | 25 | Jean-Éric Vergne  | Toro Rosso-Renault   | 1.24,941   | 1.24,637 | 1.24,720  | 8    |
| 9   | 27 | Nico Hülkenberg   | Force India-Mercedes | 1.26,149   | 1.24,647 | 1.24,775  | 9    |
| 10  | 20 | Kevin Magnussen   | McLaren-Mercedes     | 1.26,578   | 1.24,585 | Ingen tid | PL1  |
| 11  | 26 | Daniil Kvyat      | Toro Rosso-Renault   | 1.25,361   | 1.24,706 |           | 10   |
| 12  | 99 | Adrian Sutil      | Sauber-Ferrari       | 1.26,027   | 1.25,136 |           | 11   |
| 13  | 11 | Sergio Pérez      | Force India-Mercedes | 1.25,910   | 1.25,211 |           | 12   |
| 14  | 21 | Esteban Gutiérrez | Sauber-Ferrari       | 1.25,709   | 1.25,260 |           | 13   |
| 15  | 8  | Romain Grosjean   | Lotus-Renault        | 1.26,136   | 1.25,337 |           | 14   |
| 16  | 17 | Jules Bianchi     | Marussia-Ferrari     | 1.26,728   | 1.27,419 |           | 15   |
| 17  | 7  | Kimi Räikkönen    | Ferrari              | 1.26,792   |          |           | 16   |
| 18  | 10 | Kamui Kobayashi   | Caterham-Renault     | 1.27,139   |          |           | 17   |
| 19  | 4  | Max Chilton       | Marussia-Ferrari     | 1.27,819   |          |           | 18   |
| 20  | 9  | Marcus Ericsson   | Caterham-Renault     | 1.28,643   |          |           | 19   |
| NC  | 44 | Lewis Hamilton    | Mercedes             | Ingen tid2 |          |           | PL1  |
| NC  | 13 | Pastor Maldonado  | Lotus-Renault        | Ingen tid2 |          |           | 20   |

| Vidare från första kvalrundan ▬▬ Vidare från andra kvalrundan ▬▬ |

Noteringar:
- ^1  — Kevin Magnussen och Lewis Hamilton startade från depån efter att de bytt chassi.[1]
- ^2  — Lewis Hamilton och Pastor Maldonado misslyckades att sätta en tid i Q1.[2]

## Loppet
| Pos. | Nr | Förare            | Konstruktör          | Varv | Tid           | Grid | P  |
| ---- | -- | ----------------- | -------------------- | ---- | ------------- | ---- | -- |
| 1    | 3  | Daniel Ricciardo  | Red Bull-Renault     | 70   | 1:53.05,058   | 4    | 25 |
| 2    | 14 | Fernando Alonso   | Ferrari              | 70   | +5,225        | 5    | 18 |
| 3    | 44 | Lewis Hamilton    | Mercedes             | 70   | +5,857        | PL1  | 15 |
| 4    | 6  | Nico Rosberg      | Mercedes             | 70   | +6,361        | 1    | 12 |
| 5    | 19 | Felipe Massa      | Williams-Mercedes    | 70   | +29,841       | 6    | 10 |
| 6    | 7  | Kimi Räikkönen    | Ferrari              | 70   | +31,491       | 16   | 8  |
| 7    | 1  | Sebastian Vettel  | Red Bull-Renault     | 70   | +40,964       | 2    | 6  |
| 8    | 77 | Valtteri Bottas   | Williams-Mercedes    | 70   | +41,344       | 3    | 4  |
| 9    | 25 | Jean-Éric Vergne  | Toro Rosso-Renault   | 70   | +58,527       | 8    | 2  |
| 10   | 22 | Jenson Button     | McLaren-Mercedes     | 70   | +1.07,280     | 7    | 1  |
| 11   | 99 | Adrian Sutil      | Sauber-Ferrari       | 70   | +1.08,169     | 11   |    |
| 12   | 20 | Kevin Magnussen   | McLaren-Mercedes     | 70   | +1.18,465     | PL   |    |
| 13   | 13 | Pastor Maldonado  | Lotus-Renault        | 70   | +1.24,024     | 20   |    |
| 14   | 26 | Daniil Kvyat      | Toro Rosso-Renault   | 69   | +1 varv       | 10   |    |
| 15   | 17 | Jules Bianchi     | Marussia-Ferrari     | 69   | +1 varv       | 15   |    |
| 16   | 4  | Max Chilton       | Marussia-Ferrari     | 69   | +1 varv       | 18   |    |
| Ret  | 21 | Esteban Gutiérrez | Sauber-Ferrari       | 32   | Motorenhet    | 13   |    |
| Ret  | 10 | Kamui Kobayashi   | Caterham-Renault     | 24   | Bränslesystem | 17   |    |
| Ret  | 11 | Sergio Pérez      | Force India-Mercedes | 22   | Körde av      | 12   |    |
| Ret  | 27 | Nico Hülkenberg   | Force India-Mercedes | 14   | Kollision     | 9    |    |
| Ret  | 8  | Romain Grosjean   | Lotus-Renault        | 10   | Körde av      | 14   |    |
| Ret  | 9  | Marcus Ericsson   | Caterham-Renault     | 7    | Körde av      | 19   |    |

| Förare och stall som tog poäng ▬▬ |

## Ställning efter loppet
|   | Pos. | Förare           | Poäng |
| - | ---- | ---------------- | ----- |
| ▬ | 1    | Nico Rosberg     | 202   |
| ▬ | 2    | Lewis Hamilton   | 191   |
| ▬ | 3    | Daniel Ricciardo | 131   |
| ▬ | 4    | Fernando Alonso  | 115   |
| ▬ | 5    | Valtteri Bottas  | 95    |

|     | Pos. | Konstruktör          | Poäng |
| --- | ---- | -------------------- | ----- |
| ▬   | 1    | Mercedes             | 393   |
| ▬   | 2    | Red Bull-Renault     | 219   |
| ▲ 1 | 3    | Ferrari              | 142   |
| ▼ 1 | 4    | Williams-Mercedes    | 135   |
| ▬   | 5    | Force India-Mercedes | 98    |

- Notering: Endast de fem bästa placeringarna i vardera mästerskap finns med på listorna.